# Oedura luritja
Oedura luritja (меренійський оксамитовий гекон) — вид геконоподібних ящірок родини диплодактилідів (Diplodactylidae). Ендемік Австралії. Описаний у 2016 році.

## Поширення й екологія
Меренійські оксамитові гекони мешкають у горах Мак-Доннелл на півдні Північної Території, від Національного парку Ватаррка на схід до заповідника Райдужної долини. Вони живуть у тріщинах серед пісковикових скель.